# Котушка запалювання

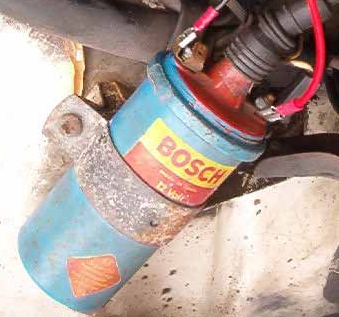
Загальна котушка запалювання

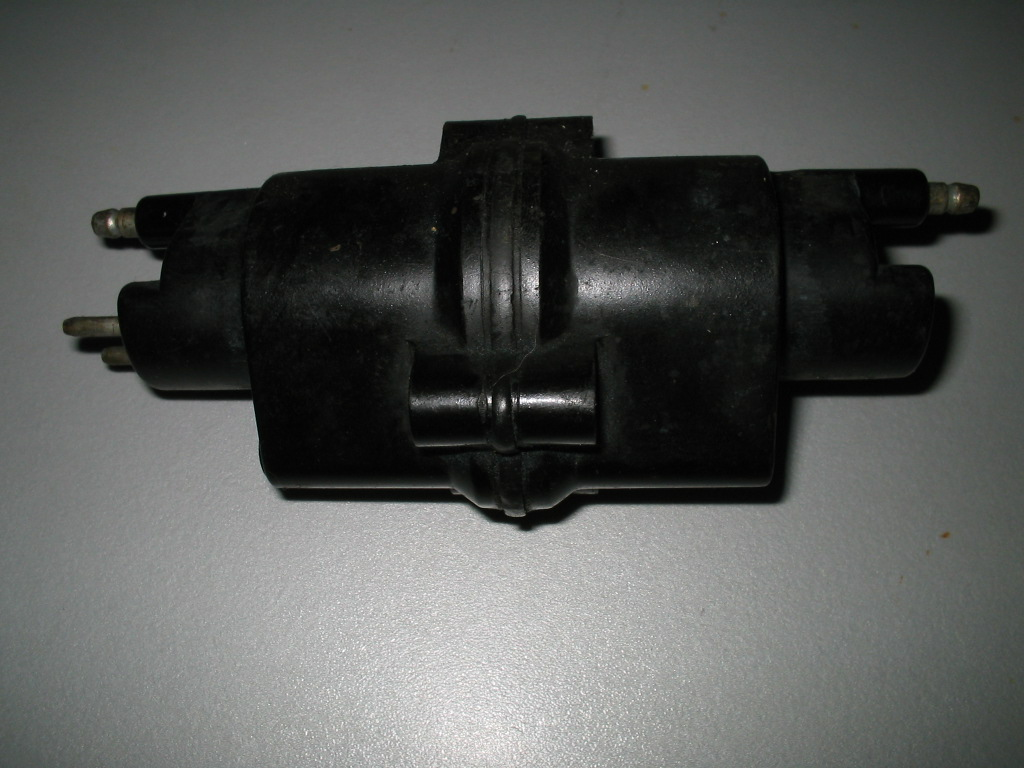
Двовивідна (здвоєна) котушка запалювання

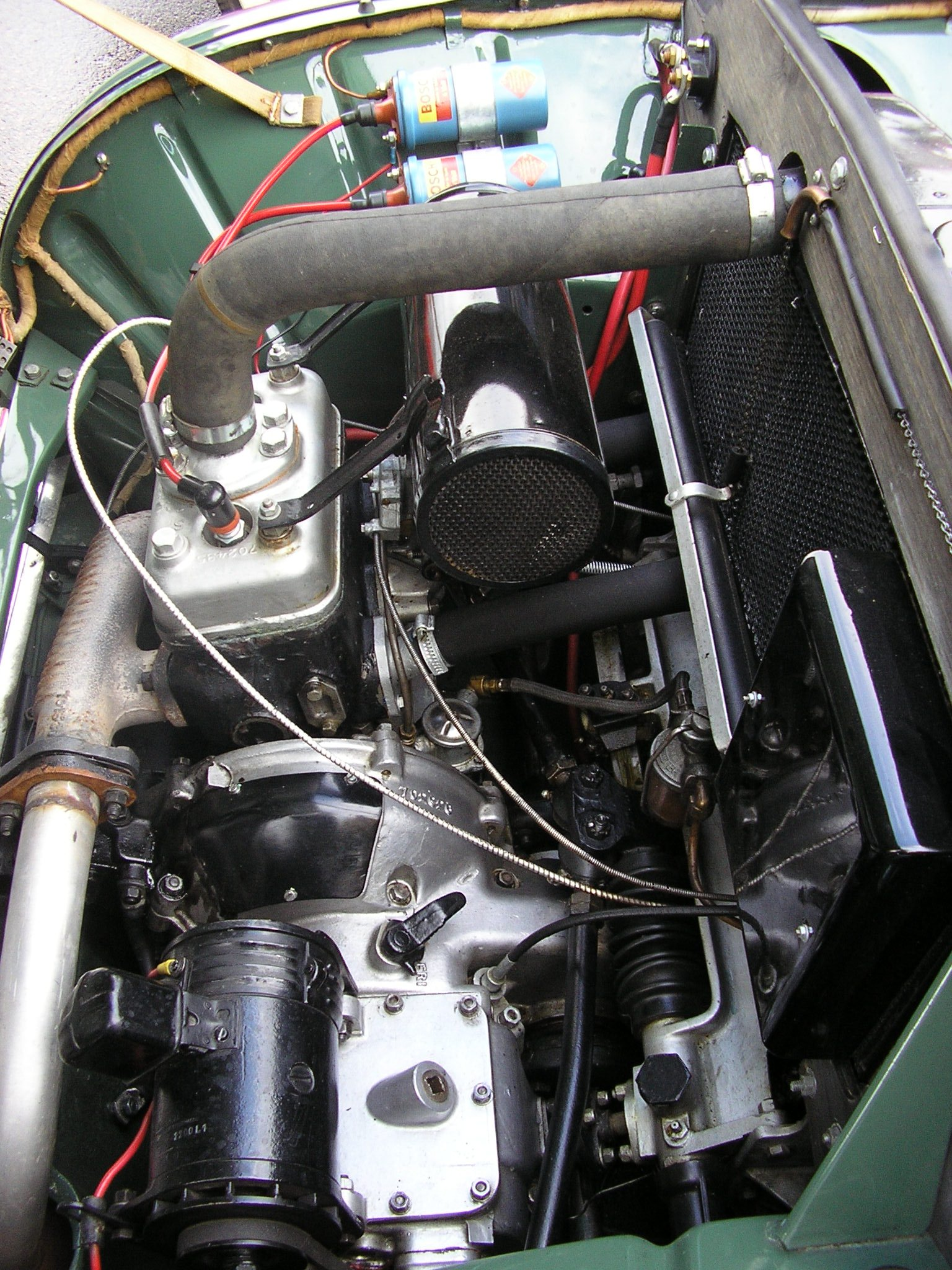
Використання індивідуальних котушок запалювання у двоциліндровому двигуні автомобіля Saab 92 (1950)

Коту́шка запа́лювання (англ. ignition coil) (інколи називають «бобіна») — елемент системи запалювання двигуна внутрішнього згоряння, що служить для перетворення низьковольтної напруги, яка подається від акумуляторної батареї чи генератора, у високовольтну.
Основна функція котушки запалювання — генерування високовольтного електричного імпульсу для свічки запалювання. Висока напруга забезпечує іскру між електродами свічки, тим самим запалюючи паливо-повітряну суміш. Котушка запалювання застосовується у всіх системах запалювання: контактній, безконтактній та електронній двигунів внутрішнього згоряння з примусовим запалюванням паливо-повітряної суміші. За своїм принципом побудови вона є підвищувальним трансформатором, через первинну обмотку якого проходить переривчастий струм низької напруги, а аналогічний за фазою струм високої напруги виробляється у вторинній обмотці.
Розрізняють такі типи котушок запалювання: загальна, здвоєна та індивідуальна.

## Загальна котушка запалювання
Загальна котушка запалювання застосовується у контактній, безконтактній системах запалювання і електронній системі запалювання з розподільником.
Котушка запалювання об'єднує дві обмотки — первинну і вторинну. Первинна обмотка має 100…150 витків товстого (діаметром до 0,7 мм) мідного дроту. Для захисту від короткого замикання дріт ізольований. Первинна обмотка має два низьковольтних виводи на кришці котушки.
Вторинна обмотка має 15000…30000 витків тонкого (діаметром 0,1 мм) мідного дроту. Вона знаходиться всередині первинної обмотки. Один кінець вторинної обмотки з'єднаний з від'ємною клемою первинної обмотки, інший — з центральною клемою на кришці, що забезпечує виведення високої напруги.
Для підвищення сили магнітного поля обмотки розташовуються навколо залізного осердя. Обмотки разом з сердечником поміщені в корпус з ізоляційною кришкою. Для кращого розподілу та відведення тепла котушка заповнена трансформаторним маслом. Основними характеристиками котушки запалювання є електричний опір обмоток, який у різних моделей може бути різним. Для прикладу, опір первинної обмотки становить величину порядку 3…3,5 Ом, вторинної обмотки — 5000…9000 Ом. Відхилення величини опору обмотки від нормативного значення свідчить про несправність котушки.
Робота котушки базується на виникненні у вторинній обмотці високої напруги величиною 25…35 кВ при проходженні через первинну обмотку імпульсу струму низької напруги (зазвичай 12 В). При проходженні через первинну обмотку струму створюється магнітне поле. При розмиканні кола первинної обмотки магнітне поле наводить у вторинній обмотці струм високої напруги, котрий виводиться через центральну клему котушки і за допомогою розподільника подається до свічок запалювання.

## Здвоєна котушка запалювання
Здвоєна котушка запалювання або двовивідна котушка запалювання застосовується у деяких конструкціях електронної системи прямого запалювання.
На деяких зразках мото- і автотехніки з двоциліндровими двигунами (наприклад, мотоцикли «Дніпро», мотоцикли «Урал», автомобілях  «Ока», Citroën 2CV) застосовувались здвоєні котушки запалювання (іскра проскакує одночасно на двох свічках). При цьому тільки один циліндр знаходиться в кінці такту стиснення. В іншому циліндрі іскра проскакує вхолосту на такті випуску відпрацьованих газів. Така конструкція дозволяє на двоциліндрових двигунах уникнути необхідності використання розподільника.
Двовивідна котушка запалювання може мати різне сполучення зі свічками запалювання:
- за допомогою проводів високої напруги;
- одна свічка — напряму через наконечник, інша — за допомогою провідника високої напруги.

Конструктивно дві двовивідні котушки можуть об'єднуватися в єдиний блок, який називають чотирививідною котушкою запалювання.

## Індивідуальна котушка запалювання
Індивідуальна котушка запалювання застосовується в електронних системах прямого запалювання. Як і загальна котушка запалювання, вона включає первинну і вторинну обмотки. Тут, навпаки, первинна обмотка знаходиться всередині вторинної. У первинній обмотці встановлено внутрішнє осердя, а навколо вторинної — зовнішнє осердя.
Висока напруга, що виробляється у вторинній обмотці, подається безпосередньо на свічку запалювання за допомогою наконечника, що включає стрижень високої напруги, пружину і ізоляційну оболонку. Для швидкого відсікання струму високої напруги у вторинній обмотці встановлюється діод високої напруги. Кількість індивідуальних котушок запалювання відповідає кількості свічок запалювання у двигуні.